# 小河口镇 (山阳县)
小河口镇，是中华人民共和国陕西省商洛市山阳县下辖的一个乡镇级行政单位。
2011年，二峪河乡被撤销，辖境并入小河口镇。

## 行政区划
小河口镇下辖以下地区：
街道社区、小河口街道村、六窝蜂村、袁家沟口街道村、庙东沟村、瓦沟口村、二峪河口村、史家坪村、黑沟口村、黑沟村、宁家沟村、铁匠沟村、马家山村、瓦屋场村、杨家湾村、东坪村、刘家街村、东沟口村和东洼村。